# Cruz Roa Sánchez
Cruz Juvenal Roa Sánchez es un político mexicano, miembro del Partido Revolucionario Institucional. Ha sido entre otros cargos, alcalde de Almoloya de Alquisiras, diputado local y diputado federal.

## Reseña biográfica
Cruz Roa Sánchez es licenciado en Derecho y tiene una maestría en la misma disciplina y un doctorado en Estudios Jurídicos, todos por la Universidad Autónoma del Estado de México.
Miembro activo del PRI, su primer cargo político fue en 1992 como líder del Frente Juvenil Revolucionario en Almoloya de Alquisiras; a lo largo de la década de 1990 ocupó diversos cargos partidistas en el sur del estado de México, en poblaciones como Zacualpan, Temascalcingo, Otzolotepec y Metepec. Además, entre 1993 y 1996 fue presidente municipal suplente de Almoloya de Alquisiras, desempeñándose en la propiedad del cargo Victoriano Jorge García Díaz.
En 2003 fue elegido presidente municipal constitucional de Almoloya de Alquisiras, permaneciendo en el cargo hasta 2006, este año fue a su vez electo por primera ocasión diputado al Congreso del Estado de México, a la LVI Legislatura, en la que fue subcoordinador del grupo parlamentario del PRI y presidente de la Comisión de Gobernación y Puntos Constitucionales.
El 15 de septiembre de 2011 Eruviel Ávila Villegas asumió el cargo de gobernador del estado de México y lo nombró a partir de ese día como Secretario del Trabajo del estado, permaneció en el cargo hasta 2012 en que pasó a ser Secretario de Medio Ambiente en el mismo gobierno. Renunció al cargo en 2015 para ser por segunda ocasión electo diputado al Congreso del Estado de México, en esta ocasión a la LIX Legislatura y en la que fue presidente de la Junta de Coordinación Política y coordinador del grupo parlamentario del PRI; además de presidente del Comité Permanente de Administración, presidente de la comisión especial de Seguimiento a Programas Sociales e integrante de la comisión de Asuntos Internacionales.
Pidió licencia al cargo para ser candidato por la coalición Todos por México a diputado federal por el distrito 36 del estado de México; electo a la LXIV Legislatura de 2018 a 2021. En la Cámara de Diputados es secretario de la comisión de Medio Ambiente, Sustentabilidad, Cambio Climático y Recursos Naturales, e integrante de la comisión de Puntos Constitucionales, y de la comisión de Transparencia y Anticorrupción.